# Sonorella ferrissi
Sonorella ferrissi är en snäckart som beskrevs av Henry Augustus Pilsbry 1915. Sonorella ferrissi ingår i släktet Sonorella och familjen Helminthoglyptidae. Inga underarter finns listade i Catalogue of Life.